# Carole André
Carole André (París, 11 de marzo de 1953) es una actriz francesa que se ha desempeñado principalmente en la escena del cine italiano. Su papel más reconocido se dio en la exitosa serie de televisión italiana Sandokán (1976).

## Filmografía

### Cine y televisión
| Año  | Título                                                            | Papel                       | Director           |
| ---- | ----------------------------------------------------------------- | --------------------------- | ------------------ |
| 1967 | Face to Face (Faccia a faccia)                                    | Cattle Annie                | Sergio Sollima     |
| 1967 | Death Rides Along (Con lui cavalca la morte)                      | Susan                       | Giuseppe Vari      |
| 1969 | Dillinger Is Dead (Dillinger è morto)                             |                             | Marco Ferreri      |
| 1969 | Satyricon                                                         |                             | Federico Fellini   |
| 1969 | Oh, Grandmother's Dead (Toh, è morta la nonna!)                   | Claretta                    | Mario Monicelli    |
| 1970 | Tulips of Haarlem (I tulipani di Haarlem)                         | Sarah                       | Franco Brusati     |
| 1971 | Death in Venice (Morte a Venezia)                                 | Esmeralda                   | Luchino Visconti   |
| 1971 | The Bloodstained Butterfly (Una Farfalla con le ali insanguinate) | Françoise Pigaut            | Duccio Tessari     |
| 1973 | One Russian Summer (Il giorno del furore)                         | Irene                       | Antonio Calenda    |
| 1973 | White Fang (Zanna Bianca)                                         | Krista Oatley               | Lucio Fulci        |
| 1973 | Dirty Weekend (Mordi e fuggi)                                     | Danda                       | Dino Risi          |
| 1976 | The Black Corsair (Il Corsaro nero)                               | Dutchess Honorata Van Gould | Sergio Sollima     |
| 1976 | Sexycop (La madama)                                               | "La Madama"                 | Duccio Tessari     |
| 1976 | Giovannino                                                        | Anna                        | Paolo Nuzzi        |
| 1977 | Sandokan (La tigre della Malesia)                                 | Lady Marianna Guillonk      | Sergio Sollima     |
| 1979 | Encounter in the Deep (Incontro con gli umanoidi)                 | Mary                        | Tonino Ricci       |
| 1981 | Turn Around Eugenio (Voltati Eugenio)                             | Milena                      | Luigi Comencini    |
| 1983 | Yor, the Hunter from the Future (Il mondo di Yor)                 | Ena                         | Antonio Margheriti |